# Servent de Déu

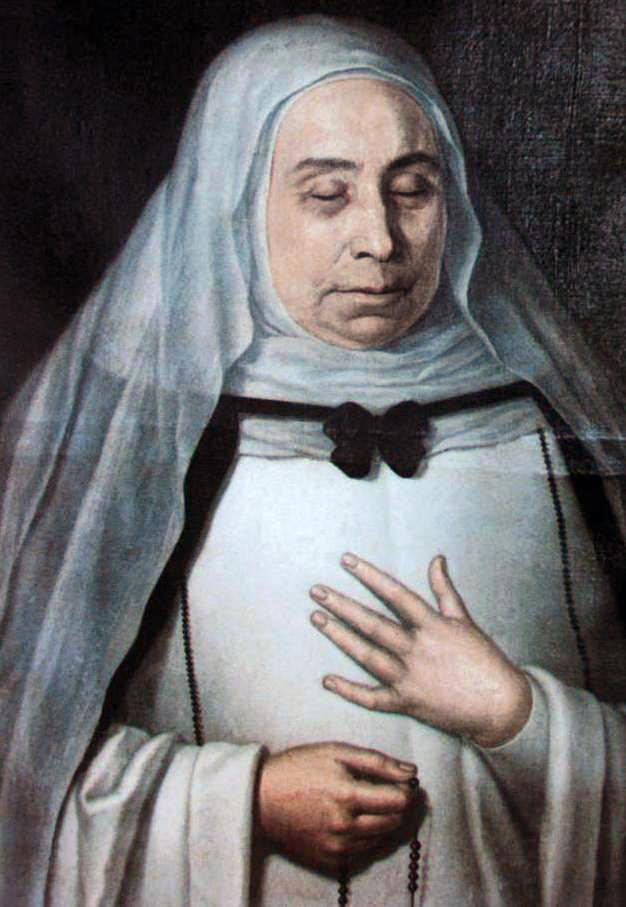
María de León Bello y Delgado, monja catòlica usualment anomenada la «Serventa de Déu» o amb el diminutiu «La Siervita» a l'Església catòlica per haver aconseguit el primer grau en el procés de canonització.

Servent de Déu és un títol donat en diverses religions, com pot ser el cristianisme, en diverses de les seves branques, o l'hinduisme. El nom àrab Abd-Al·lah i Abdies també volen dir ‘servent de Déu’.

## Església Catòlica Romana
Servent de Déu o servus Dei és el títol que l'Església Catòlica Romana assigna post mortem a persones que s'han significat per la seva "santedat en la vida" o "heroïcitat en la virtut", com a primer pas per a un possible procés de canonització.
El nomenament és el resultat d'un procés incoat per una diòcesi, a través del bisbe o d'un postulador, que recull documents i testimonis que puguin servir per a reconstruir la vida i la santedat de la persona. L'objectiu és verificar-ne l'«heroïcitat en la virtut» de la persona. Si queda demostrada, es declara la persona servent de Déu.
De la mateixa manera que durant la primera fase del procés de canonització una persona difunta rep el tractament de Servent de Déu, quan s'ha provat la seva vida virtuosa se l'anomena venerable; quan es prova un miracle o que va morir màrtir, el tractament passa a ser de beat, i després de constatar l'existència d'un segon miracle se'l proclamarà sant.
Els següents passos són:
1. La causa passa a la Congregació per les Causes dels Sants el decret episcopal que declara la pràctica de les virtuts cristianes o el martiri de la persona: si la Congregació l'aprova, la persona serà declarada venerable i podrà ser objecte d'un determinat culte, normalment local i restringit.
2. Finalment, s'espera que pugui demostrar-se l'existència d'un miracle obtingut per la intercessió del venerable. Si existís i es demostrés que no té explicació científica, la persona és declarada beat.
3. Si existís i es demostrés un segon miracle, es pot iniciar el procés perquè la persona esdevingui santa.